# Red Wine
Red Wine fue una banda española de heavy metal con influencias de power metal, progressive metal y epic metal. Fue formada en Logroño (La Rioja) en 1997.
Su primer trabajo, Hijos Del Despertar, fue registrado en los estudios Sonido XXI durante los meses de agosto y septiembre del 2000, y se editó en junio del 2001. En este álbum debut podemos descubrir una banda joven cuya música combina elementos tradicionales del heavy metal y power metal con líneas vocales melódicas y un sonido fresco.
Poco a poco van mejorando su sonido y su calidad musical con el álbum El Fin de los Tiempos, hasta llegar a su disco principal, llamado Sueños y Locura, el más conocido del grupo. El siguiente disco de Red Wine se tituló Cenizas, el cual no tuvo mucha difusión.
Tiempo después, Red Wine graba su último álbum, The End (editado en el 2006), el cual contiene una recopilación de canciones versionadas por parte de la banda antes de disolverse. En este disco de versiones, la voz de Mario Suárez se adapta para interpretar temas de heavy metal como Black Night de Deep Purple o Don't talk to strangers de Dio.

## Discografía

### Álbumes
- 2001: Hijos del Despertar
- 2002: El Fin de los Tiempos
- 2003: Sueños y Locura
- 2004: Cenizas

### Recopilatorios
- 2006: The End

## Miembros
- Mario Suárez - Voz
- Iván Ramírez - Batería
- Daniel Martínez - Bajo y coros
- Jesús Zuazo - Guitarra
- Dan Díez - Guitarra
- Ivan Crespo - Teclado

- Datos: Q6103124